# Pierre Restaut
Pierre Restaut (1696-1764) est un juriste et grammairien français.

## Biographie
Né à Beauvais, Pierre Restaut est le fils d'un marchand de draps. Il fut d'abord chargé de leçons particulières au collège de Louis-le-Grand, puis se fit recevoir avocat au parlement. Distingué par d'Aguesseau, il est pourvu d'une charge d'avocat au conseil du roi en 1740.
Se livrant à l'étude de la jurisprudence, il laisse quelques Mémoires judiciaires, mais c'est l'ouvrage Principes généraux et raisonnés de la Grammaire française (1730) qui fit sa réputation : ce fut le premier manuel élémentaire composé pour l'étude du français. Adopté par l'Université de Paris et pour l'éducation des enfants de France, il est abrégé par l'auteur lui-même (1732), puis augmenté d'un traité de versification, et connait neuf éditions du vivant de l'auteur, la dernière datant de 1819.
Restaut revit aussi la quatrième édition du Traité de l'orthographe française en forme de dictionnaire, connu sous le nom de Dictionnaire de Poitiers, par Charles Leroy (1690-1739), lexicographe, prote d'imprimerie, et traduisit du latin la Monarchie des Solipses, satire contre les jésuites.

## Sources
- Marie-Nicolas Bouillet  et Alexis Chassang (dir.), « Pierre Restaut » dans Dictionnaire universel d’histoire et de géographie, 1878 (lire sur Wikisource)
- Alexis Martin, Une visite à Beauvais, 1894